# Pocola
Pocola est une commune roumaine du județ de Bihor, en Transylvanie, dans la région historique de la Crișana et dans la région de développement Nord-Ouest.

## Géographie
La commune de Pocola est située dans la nord-est du județ, dans la dépression de Beiuș, sur la rive droite du Crișul Negru, à 5 km au nord-ouest de Beiuș et à 56 km au sud-est d'Oradea, le chef-lieu du județ.
La municipalité est composée des cinq villages suivants, nom hongrois, (population en 2002) :
- Feneriș, Fenyéres (433) ;
- Petrani, Pontoskő (407) ;
- Pocola, Bikarpoklos (445), siège de la commune ;
- Poietari, Kisfenyéres (113) ;
- Sânmartin de Beiuș, Belényesszentmarton (257).

## Histoire
La première mention écrite du village de Pocola date de 1442 sous le nom de Alsolmos.
La commune, qui appartenait au royaume de Hongrie, en a donc suivi l'histoire.
Après le compromis de 1867 entre Autrichiens et Hongrois de l'empire d'Autriche, la principauté de Transylvanie disparaît et, en 1876, le royaume de Hongrie est partagé en comitats. Pocola intègre le comitat de Bihar (Bihar vármegye).
À la fin de la Première Guerre mondiale, l'Empire austro-hongrois disparaît et la commune rejoint la Grande Roumanie au traité de Trianon.
En 1940, à la suite du deuxième arbitrage de Vienne, elle n'est pas annexée par la Hongrie et reste sous la souveraineté roumaine. 

## Politique
| Période                                  | Période  | Identité    | Étiquette | Qualité |
| ---------------------------------------- | -------- | ----------- | --------- | ------- |
| Les données manquantes sont à compléter. |          |             |           |         |
| 1996                                     | En cours | Ioan Mașcaș | PSD       |         |

| Parti | Parti                        | Sièges |
| ----- | ---------------------------- | ------ |
|       | Parti social-démocrate (PSD) | 5      |
|       | Parti national libéral (PNL) | 4      |

## Religions
En 2002, la composition religieuse de la commune était la suivante :
- Chrétiens orthodoxes, 88,76 % ;
- Grecs-Catholiques, 8,64 % ;
- Pentecôtistes, 1,02 % ;
- Baptistes, 0,60 % ;
- Adventistes du septième jour, 0,42 %.

## Démographie
En 1910, à l'époque austro-hongroise, la commune comptait 2 428 Roumains (98,78 %) et 29 Hongrois (1,18 %).
En 1930, on dénombrait 2 424 Roumains (97,98 %), 36 Roms (1,46 %), 9 Hongrois (0,36 %), 3 Allemands (0,12 %) et 2 Juifs (0,08 %).
En 1956, après la Seconde Guerre mondiale, 2 295 Roumains (98,71 %) côtoyaient 12 Hongrois (0,52 %) et 18 Roms (0,77 %).
En 2002, la commune comptait 1 635 Roumains (98,79 %), 5 Hongrois (0,30 %) et 13 Roms (0,78 %). On comptait à cette date 1 526 logements.
| 1880  | 1890  | 1900  | 1910  | 1920  | 1930  | 1941  | 1956  | 1966  |
| ----- | ----- | ----- | ----- | ----- | ----- | ----- | ----- | ----- |
| 1 813 | 2 002 | 2 182 | 2 458 | 2 226 | 2 474 | 2 329 | 2 325 | 1 948 |

| 1977  | 1992  | 2002  | 2007  | - | - | - | - | - |
| ----- | ----- | ----- | ----- | - | - | - | - | - |
| 2 201 | 1 807 | 1 655 | 1 578 | - | - | - | - | - |

## Économie
L'économie de la commune repose sur l'agriculture et l'élevage.

## Communications

### Routes
Pocola est située sur la route nationale DN76 (route européenne 79) Oradea-Beiuș-Deva. La route régionale DJ709A conduit vers Petrani, Uileacu de Beiuș et Șoimi.

## Lieux et monuments
- Pocola, église orthodoxe datant de 1908[6]

- Petrani, église orthodoxe datant de 1879[6]